# Trattato sul potere del papa
Il Trattato sul potere e il Primato del Papa (1537) (latino, Tractatus de Potestate et Primatu Papae), abbreviato in Trattato sul potere del Papa, è il settimo documento del credo religioso Luterano del Liber Concordiae (Libro della Concordia). Filippo Melantone, il suo autore, lo completò il 17 febbraio 1537 durante l'assemblea di principi e teologi a Smalcalda, iniziata il giorno 8 febbraio.
Il Trattato è stato ratificato e sottoscritto da questa assemblea come appendice alla Confessione di Augusta, che non aveva avuto un articolo specifico che trattava dell'ufficio del papato; questione non affrontata nella Confessione di Augusta a causa dell'opposizione da parte dell'imperatore Carlo V. Definire la loro posizione sul papato è stato ritenuto importante dai luterani come hanno fatto per l'imminente concilio ecumenico che alla fine, sarebbe stato il loro luogo di incontro nell'ambito del Concilio di Trento. Il Trattato storicamente è stato considerato parte degli Articoli di Smalcalda di Lutero perché entrambi i documenti uscirono redatti dall'assemblea di Smalcalda e il Trattato è stato posto dopo gli Articoli di Smalcalda nel Libro della Concordia. Il documento è stato firmato in calce da tutti i teologi riuniti a Smalcalda, ma senza la firma di Martin Lutero, che non ha partecipato alla riunione per malattia.
Melantone ha utilizzato più o meno lo stesso stile retorico nel Trattato come ha fatto nella Apologia della Confessione di Augusta (1531): entrambi sono stati originariamente scritti in latino. Filippo Melantone ha utilizzato materiale biblico e patristico per presentare e sostenere tre punti principali: 1) il Papa non è capo della Chiesa cristiana e superiore a tutti gli altri vescovi per diritto divino (de iure divino), 2) il Papa e i vescovi non sono in possesso dell'autorità civile per diritto divino, 3) l'attestazione della Bolla pontificia Unam sanctam (1302) che l'obbedienza al papa è necessaria per la salvezza non è valida in quanto contraddice la dottrina della giustificazione mediante la sola fede. La posizione di Lutero che le pretese del papato minano il Vangelo è stabilita in questo trattato come la posizione del clero e dei laici luterani, ed ha raggiunto piuttosto rapidamente lo status di "confessionale" o "simbolico": l'autorevole insegnamento di quella che sarebbe diventata la Chiesa evangelica luterana.